# ウィリアム・ブース

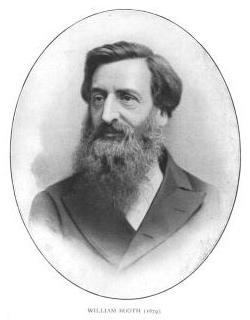
ウィリアム・ブース

ウィリアム・ブース（英語:William Booth、1829年4月10日 - 1912年8月20日）は、イギリスのメソジスト説教者。救世軍の創立者にして初代大将（在任期間1878年-1912年）。
このキリスト教運動は1865年にロンドンで創立され、世界中に広まった。軍隊式の組織を持っているのが特徴であるが、物質的な武器に寄らずに、運動を広めていった。
救世軍は今日、世界でも最大規模の人道援助の事業団体の一つとして知られている。

## 生い立ち
イングランドのノッティンガム市に生まれる。父は家屋建築士で、一時は多少の財産を得たが、間もなく投資に失敗してその全財産を失った。彼はブースが13歳の時、極貧のうちに死んだ。
母は気丈な女性で、夫の死後はブースと2人の姉妹の3人の子供を養育したばかりか、後には多少、夫の失った財産を取り戻すほどの働き者だった。また慈善の心も深く、乞食に何も与えず家の前を去らせることは無かった。ブースは後年「私は父よりも母から影響を受けた」と語った。
ブースが14歳のとき、彼はある夜に徒弟仲間と一緒に散歩に出て、図らずもジョン・ウェスレー派の教会の前に来た。多くの人が教会へと急ぐ中連れ込まれ、実は冷やかし半分で会堂に入り、アイザック・マースデンの説教を聞いた。マースデンは当時有名な説教者であった。彼は説教で「時計の音のコチコチいう間にも、世界のいずこかに永遠に向かって旅立ち、その平常の罪悪ゆえに地獄に落ちる人あり」と警告を与えた。ブースはこの説教を聞いてとても感動し、彼がキリストに救われる土台が築かれた。
翌年、米国人の巡回伝道者であるジェームズ・カウエーがイギリスを訪れ、ノッティンガム市で説教した。カウエーは当時有名なリバイバリストで、いたる所で多くの人々を悔い改めさせていた。ブースは彼の説教を聞いて雷火に打たれたように感動し、悔い改めて信仰に入った。マースデンがブースの中に昨年蒔いた種は、カウエーによりて完成された。
彼がこの時に受けた霊感は大変異常なものであり、彼は心の奥より変えられた。
ロンドンにキャサリン・マンフォードという娘がいた。彼女は1829年1月17日生れである。その父はメソジストの伝道師を勤めたことのある人であった。キャサリンは12歳のとき少年禁酒会の書記を務めたが、罪から救われたとの自覚を持ったのは16歳の時であった。
キャサリンは19歳の時からメソジスト改革派に属していたが、ブースの説教を聞く機会があった。数日後にブースはキャサリンにラビッツの家で正式に紹介され、1852年5月15日に婚約した。ブースもキャサリンも23歳であったが、キャサリンはブースより3ヶ月年上だった。それからのち、3年の長き間二人は許婚として清い交際を続け、1855年6月15日ストックウェル新会堂で結婚式を挙げた。

## 救世軍の起源

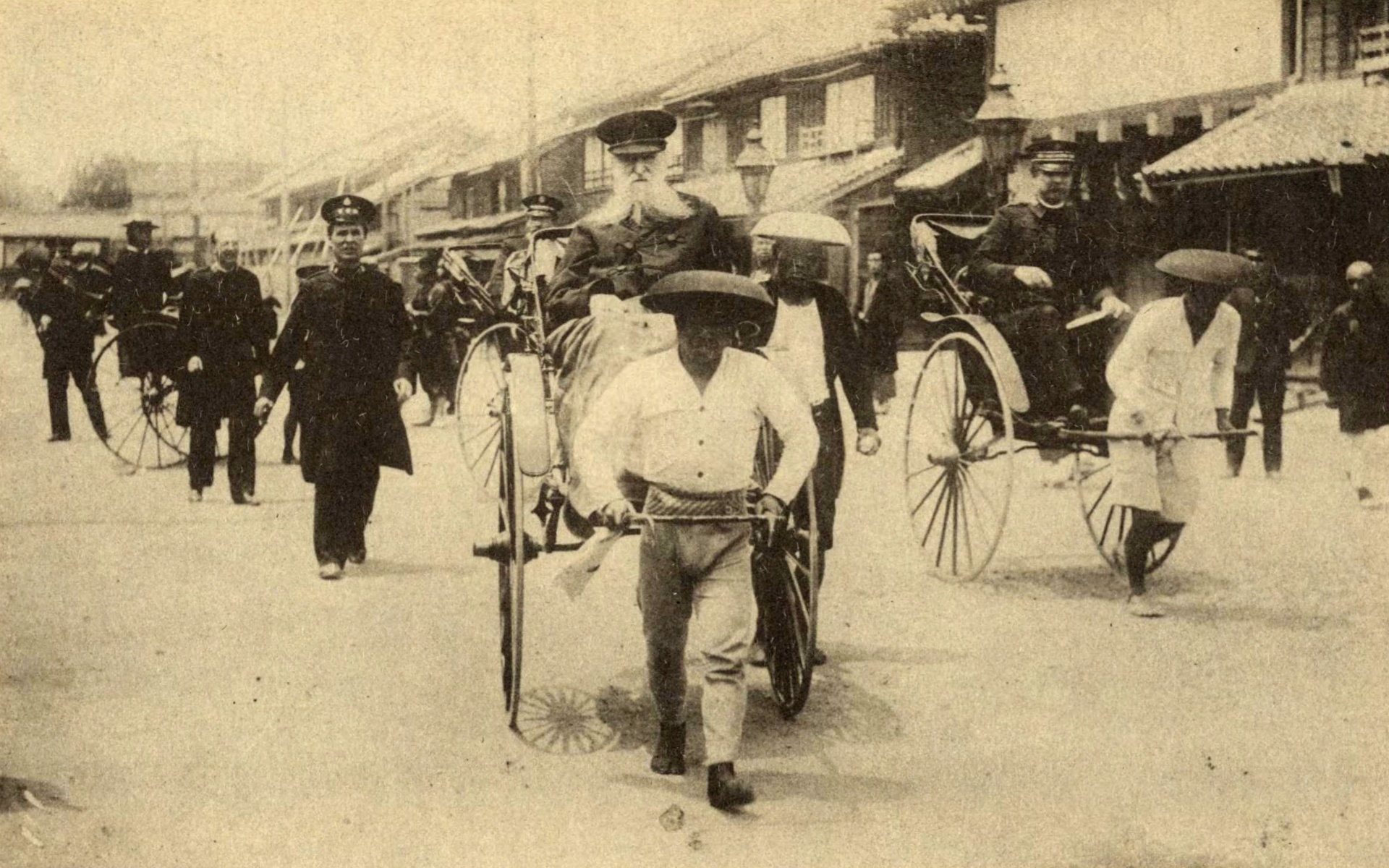
人力車上のブース（芝区愛宕町付近）

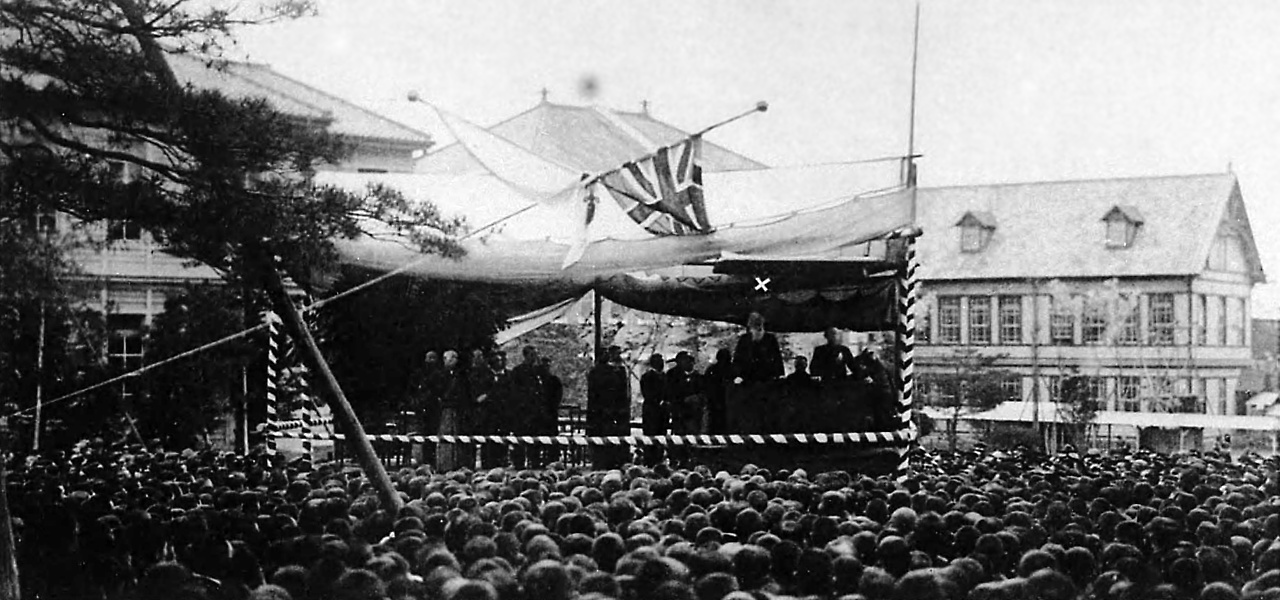
早稲田大学を訪れたブース（右隣は通訳の山室軍平）

1865年7月2日、ブースは12人の有志の招きに応じてロンドン東部の貧民窟に入った。最初の予定では、向こう数週間ここで魂の救済を説くのが目的だった。これが救世軍の起源となるとは、他人はもちろんブース自身も思っていなかった。しかしこの救済活動の最中、ある夜ブースは居酒屋の前を通りそこに集まった人々の有様を見て、彼らが最も救いを必要とする人々であり、これらのならず者や娼婦のために一身を投じたいと感じた。彼は帰って妻にその理由を語り、遂にこの貧民窟にとどまって長く彼らの魂のために働こうと決心した。
ブース夫人はロンドン中の最も大きな会場でしばしば大集会を開き、上流階級、中流階級の人々を集め、ロンドン東部でのブースの活動を紹介し、賛同者は増加した。ブースは新しい教派を形成するつもりはなかったが、上中流の教会に貧民の回心者を紹介しても、喜んでは受け入れず、受け入れても十分な世話をしなかった。またブースの伝道に協力する者が必要であったので、やむなくホワイトチャペルで東ロンドン伝道会（East London Christian Mission）を組織した。1870年にはキリスト教伝道会と改称し、さらに1877年、「キリスト教伝道会は義勇軍（Volunteer Army）ではない。常規兵即ち救世軍（Salvation Army）である」との霊感により「キリスト教伝道会、一名救世軍」と命名し、それがやがて救世軍となった。
1879年12月には週刊の『ときのこえ』を刊行、翌年には士官学校（神学校）を設立するなど組織整備も進み、1880年2月にアメリカへ、1881年にはフランスへ士官を派遣した。1888年秋、ロンドンで第1回万国大会を開催し、16か国から2千余名の士官が集まるなど、活動の舞台は世界規模に広がっていった。
1907年には日本を訪れ、救世軍大将の軍服を着用したまま明治天皇に謁見したほか、日本各地を「転戦」して官民の熱烈な歓迎を受けた。
ブースは教育機関での正規の神学教育は殆ど受けていなかったが、救世軍設立の功績からオックスフォード大学より名誉神学博士号を授与されている。
晩年には盲目となったが、つねに貧民の身を案じ、中国伝道を指示し、「汝、もしただ信ぜば神の約束は確実なり」と唱えてこの世を去った。ロンドン近郊のアブネー・パーク墓地に埋葬された。

## 著書
- 『最暗黒の英国とその出路』山室武甫訳　相川書房 ISBN 9784750101682
- 『ペンテコステ物語』救世軍日本本営 1907年
- 『救世軍の軍令及軍律　兵士の巻』 救世軍日本本営 1902年
- 『聖潔の早わかり』ブース著、ヘンリー・ブラード編 救世軍日本々営　1906年
- In Darkest England and the Way Out Diggory Press, ISBN 978-1846853777
- Purity of Heart Diggory Press, ISBN 978-1846853760

## 伝記
- 『ブース大将伝』山室軍平著　救世軍日本本営　1906年
- 『日本に於けるブース大将』（来日記録）山室軍平編 山室軍平 1907年
- 『ブース大将言行録』 西川光次郎編 内外出版協会 1912年